# 綠區 (橫濱市)
綠區（日语：／ Midori ku */?）是日本神奈川縣橫濱市的18區之一，1969年10月1日自港北區分割設立。

## 地理
綠區東西狹長，JR橫濱線貫穿中央地帶。鶴見川流域大多為平原、南側與旭區相鄰，為丘陵地帶，有許多住宅區。北側沿著都市計畫道路川崎町田線，工業團地遍布。JR橫濱線與都市計畫道路山下長津田線沿側有許多住宅區與團地。鶴見川與恩田川交匯的上游地區有廣大的農田。
- 河川：鶴見川（谷本川）、恩田川
- 山：高尾山 - 區內最高峰。

### 區名的由來
綠區的區名由來為典型的祥瑞地名，經過公募後決定。

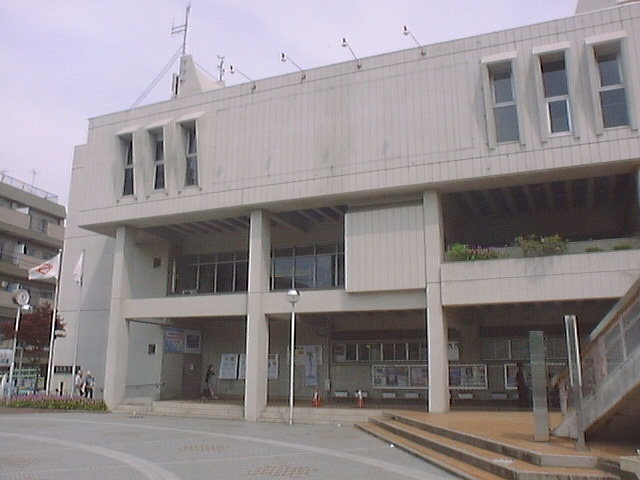
横滨绿区政府

| 順位 | 區名   | 報名数 |
| ---- | ------ | ------ |
| 1位  | 綠區   | 49     |
| 2位  | 北區   | 41     |
| 3位  | 川和區 | 21     |
| 4位  | 都區   | 17     |
| 5位  | 青葉區 | 16     |
| 6位  | 多摩區 | 13     |
| 7位  | 北濱區 | 12     |
| 8位  | 田園區 | 10     |
| 8位  | 港西區 | 10     |
| 10位 | 昭和區 | 8      |

## 行政
區長
- 熊倉利男（2005年4月1日 - 2007年3月31日）
- 牧野和敏（2007年4月1日 - 2009年3月31日）
- 津田祐孝（2009年4月1日 - ）

縣機關
- 神奈川縣綠警察署
- 神奈川縣橫濱川崎地區農政事務所
- 神奈川縣農業技術中心橫濱川崎地區事務所
- 神奈川縣縣央家畜保健衛生所東部辦事處

市機關
- 橫濱市綠消防署

## 經濟

### 商業設施
- APiTA 長津田店
- OK 長津田店
- Super VIVA HOME 長津田店
- 相鐵ROSEN 十日市場店
- Daiei 鴨居店
- Daiei 十日市場店
- Maruetsu 長津田店

## 教育

### 大學

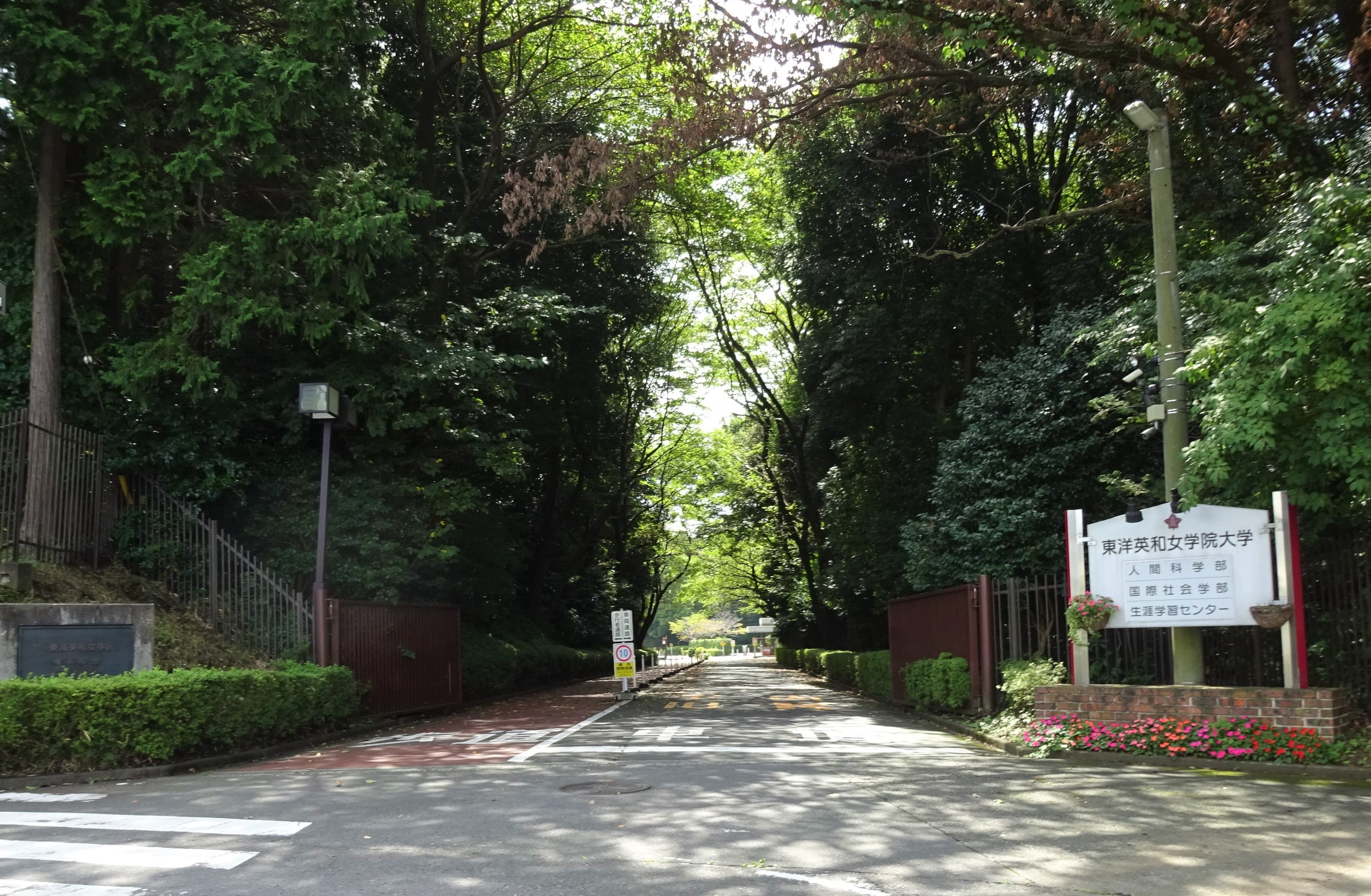
東洋英和女学院大学

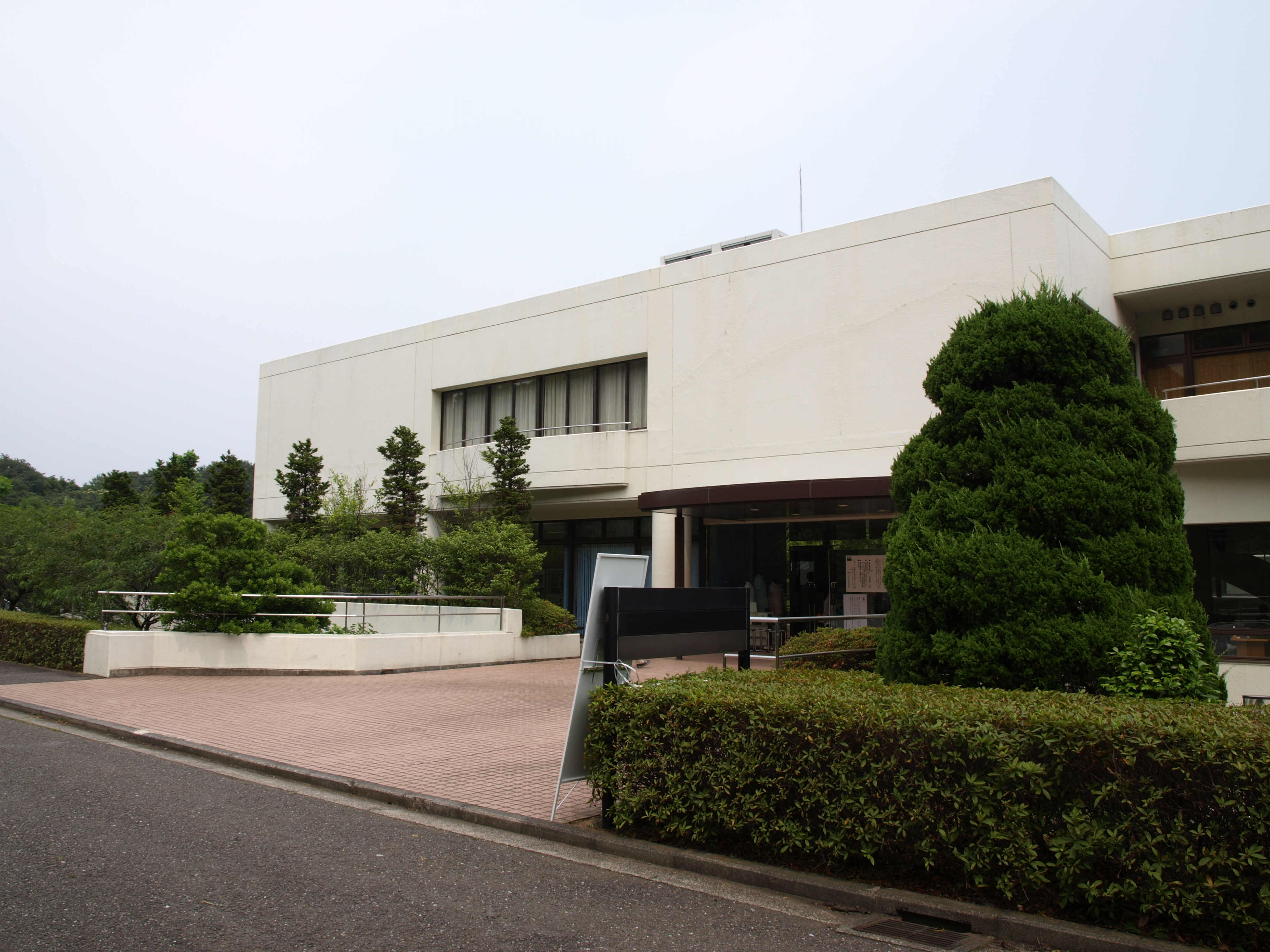
横浜創英大学

- 昭和大学 橫濱校區
- 東京工業大学 鈴懸台校區
- 東洋英和女学院大学
- 橫濱商科大学 綠校區
- 橫濱創英大学

### 高等学校
- 神奈川縣立霧丘高等学校
- 神奈川縣立白山高等学校

### 中学校
- 橫濱市立鴨居中学校
- 橫濱市立田奈中学校
- 橫濱市立十日市場中学校
- 橫濱市立中山中学校
- 橫濱市立東鴨居中学校

### 中高一貫校
- 神奈川大学附屬中・高等学校
- 森村学園中等部・高等部
- 橫濱翠陵中学校・高等学校

### 小学校
- 橫濱市立伊吹野小学校
- 橫濱浜市立上山小学校
- 橫濱市立鴨居小学校
- 橫濱市立竹山小学校
- 橫濱市立十日市場小学校
- 橫濱市立長津田小学校
- 橫濱市立長津田第二小学校
- 橫濱市立中山小学校
- 橫濱市立新治小学校
- 橫濱市立東本鄉小学校
- 橫濱市立綠小学校
- 橫濱市立三保小学校
- 橫濱市立森之台小学校
- 橫濱市立山下小学校
- 橫濱市立山下綠台小学校

### 特別支援学校
- 神奈川縣立綠養護学校
- 橫濱市立新治特別支援学校

## 交通

### 鐵路
東日本旅客鐵道
- 橫濱線：長津田站 - 十日市場站 - 中山站 - 鴨居站

東急電鐵
- 田園都市線：長津田站
- 子供之國線：長津田站

橫濱市交通局（橫濱市營地下鐵）
- 綠線：中山站

## 觀光景點

### 公園
- 神奈川縣立四季之森公園
- 橫濱動物之森公園
- 三保市民之森
- 新治市民之森
- 鴨居原市民之森

## 出身有名人
- ichi-low - 鼓手（Yum!Yum!ORANGE）
- 井上正大 - 演員
- 大貫亞美 - 歌手（帕妃）
- 北原雅彥 - 音樂家（東京斯卡樂園成員）
- 荒篤山太郎 - 大相撲力士
- 齊藤慶太 - 演員
- 齊藤祥太 - 演員
- Saku - 創作歌手
- 館澤亨次 - 陸上競技選手
- 福田秀平 - 職棒選手（千葉羅德海洋）
- 望月直樹 - 前職業拳擊手
- LAS BOi - 饒舌歌手

## 外部連結
- OpenStreetMap上有關綠區 (橫濱市)的地理
- （日語） 官方网站